# Левашовка (Красноостровська сільрада)
Левашовка (рос. Левашовка) — село в Сеченовському районі Нижньогородської області Російської Федерації.
Населення становить 135 осіб. Входить до складу муніципального утворення Красноостровська сільрада.

## Історія
Від 2009 року входить до складу муніципального утворення Красноостровська сільрада.

## Населення
| 2002 | 2010 |
| ---- | ---- |
| 172  | ↘135 |